# Carol Hanisch
Carol Hanisch   (Iowa, 1942) és una periodista i activista feminista radical estatunidenca. És coneguda per haver popularitzat el lema «allò que és personal és polític» en un assaig de 1970 amb el mateix títol. Tanmateix, Hanisch va afirmar el 2006 en una nova introducció del seu assaig, que el títol original era Notes from the Second Year: Women's Liberation i que el van canviar les editores Shulamith Firestone i Anne Koedt. També va concebre la protesta contra Miss Amèrica de 1968 penjant una pancarta reivindicativa.

## Biografia
Hanisch va néixer i va créixer en una petita granja a Iowa, i va treballar com a periodista a Des Moines.
A l'assaig de 1970 The personal is political afirma que «una de les primeres coses que descobrim en aquests grups és que els problemes personals són problemes polítics. No hi ha solucions personals en aquest moment. Només hi ha acció col·lectiva per a una solució col·lectiva». L'assaig va ser escrit en resposta a una sèrie de grups de teràpia als quals assistia Hanisch. El seu argument principal era que aquests grups no s'han de considerar «apolítics», sinó que qualsevol situació en què les dones parlin de la seva vida i de les seves lluites sota el patriarcat és un acte manifestament polític.
Va cofundar i actualment coedita amb Kathy Scarbrough Meeting Ground online, «un lloc per a elaborar idees sobre teoria, estratègia i tàctiques per al moviment d'alliberament de les dones i per al moviment radical de la classe treballadora».
El 1996, Hanisch va pronunciar una conferència al 30th Anniversary Symposium on China's Great Proletarian Cultural Revolution a la The New School. Va atribuir al llibre Fanshen de William H. Hinton, així com a les obres de Mao Zedong, llur influència en el moviment d'alliberament de les dones dels anys 1960. Considera tant l'alliberament negre com la teoria maoista, i en particular les nocions maoistes de «sessió de lluita« i «autocrítica», com a claus per ajudar a desenvolupar la idea de grups de conscienciació dins del feminisme radical.
El 2013 Hanisch, juntament amb Kathy Scarbrough, Ti-Grace Atkinson i Kathie Sarachild van iniciar «Forbidden Discourse: The Silencing of Feminist Criticism of Gender», que van descriure com una «declaració oberta de 48 feministes radicals de set països».